# X.25
X.25 ist eine von der ITU-T standardisierte Protokollfamilie für großräumige Computernetze (WANs) über das Telefonnetz. Der Standard definiert die Bitübertragungsschicht, die Sicherungsschicht und die Vermittlungsschicht (Schichten 1 bis 3) des OSI-Modells. International wird X.25 als packet switching network (paketvermitteltes Netz) verkauft, meistens von Telefongesellschaften. Produktname, sowohl bei der Deutschen Telekom als auch bei der österreichischen Telekom, ist Datex-P.

## Entwicklung

Struktur X.25 Netzwerk

X.25 wurde als Forschungsprojekt im britischen National Physical Laboratory unter Leitung von Donald Watts Davies begonnen, der die Konzepte von paketvermittelnden Netzen entwickelte. In den späten 1960er-Jahren wurde ein Testnetz aufgebaut, um 1974 war eine Anzahl von Standorten zum SERCnet (Science Engineering Research Council Network) verbunden. Nachdem eine große Anzahl von Erneuerungen und Ergänzungen in das System eingearbeitet waren, wurde schließlich als Beschreibung eine Serie von technischen Büchern veröffentlicht. Die unterschiedlich gefärbten Einbände dieser Bücher machten diese Beschreibungen als „Coloured Book protocols“ bekannt und stellten den ersten Entwurf dessen dar, was sich schließlich zum X.25-Standard entwickelte.
SERCnet wuchs später und wurde 1984 als JANET umorganisiert, welches bis heute besteht, jedoch inzwischen als TCP/IP-Netz.
Das generelle Konzept von X.25 war, ein paketvermittelndes Netz auf dem damals unzuverlässigen analogen Telefonnetz zu erschaffen. Ein großer Teil des X.25-Systems ist eine Beschreibung von strikter Fehlerkorrektur, ein Verfahren namens LAPB. Das X.25-Modell beruht darauf, dass das gesamte Netz intern bei den Telefongesellschaften verblieb, mit Datenendeinrichtungen („data terminal equipment“, DTE) als Endpunkt beim Benutzer.
X.25 wurde in der Zeit der „dummen Terminals“ entwickelt, die an einzelne zentrale Rechner angebunden waren. Ein Direktzugriff von einem Punkt an viele andere wie bei TCP/IP war nicht vorgesehen. Sogar dass es sich bei X.25 um ein Netz handelte, war weitgehend vor den Benutzern verborgen, für die es im Wesentlichen wie eine fehlerfreie Modemanbindung wirkte.
Als Ergebnis hat X.25 die Eigenschaften eines leitungsvermittelten Netzes, obwohl die Daten intern paketvermittelt werden. Angebundene Rechner werden mit einer Art Telefonnummer im X.121 Address Format beschrieben – der Network User Address (NUA). Die NUA besteht aus einem dreistelligen Ländercode, einem einstelligen Providercode und der zehnstelligen National Terminal Number. Erwähnenswert ist der einstellige Providercode, der nur zehn Provider in einem Land zulässt – zu jener Zeit galt das als ausreichend. Allerdings gab es in den USA bald mehr als zehn X.25-Dienste – der Ländercode wurde um eine Stelle auf die Zahl „31“ gekürzt, um dadurch den Providercode auf zwei Stellen zu erweitern und bis zu 100 Systeme zuzulassen.
Für lange Zeit wurde X.25 als eine Art Standleitung zwischen Rechnern für permanente Anbindungen verwendet (PVC für Permanent Virtual Circuit – dauerhafte virtuelle Verbindung). Das war für Anwendungen wie das Bankwesen üblich, wo entfernte Zweigstellen mit einem zentralen Rechner verbunden wurden – meist billiger als eine dauerhafte Telefonfernwählverbindung. X.25 wurde üblicherweise mit einem pauschalen Monatsbeitrag und zusätzlichem Preis pro Datenpaket abgerechnet. Typische Geschwindigkeiten waren 4.800, 9.600 und 19.200 Bit/s.
Eine Anzahl von öffentlich erreichbaren X.25-Netzen (CompuServe, Tymnet, Euronet) wurden in den 1970er und 1980er Jahren aufgesetzt, um die Zugriffskosten zu den verschiedenen Online-Diensten zu verringern. Der Benutzer musste zuerst mit der Netzschnittstelle interagieren, um die Verbindung zu starten. Diese Art der Verbindung heißt SVC für switched virtual circuit (etwa virtuelle Wählverbindung) oder PDN für public data networks (öffentliches Datennetz). Diese Nutzung von X.25 war nicht weit verbreitet und verschwand fast, als die Preise für Fernwählverbindungen in den 1990er Jahren stark fielen.
In der Zeit, zu der es aussah, als ob X.25 das einzige universelle Netzsystem werden würde, wurde eine Anzahl von Verfahren entwickelt, um direkt auf die unterliegenden Pakete zuzugreifen. Viele von diesen Verfahren waren „private“ Anwendungen, doch auch ein X.400-E-Mail-Verfahren beruhte auf X.25 als Übertragungsschicht.
Mit der Verfügbarkeit von Modems mit hoher Datenübertragungsrate und eingebauten Fehlerkorrekturverfahren wurde es einfacher, die Vermittlungstechnik des normalen Telefonnetzes zu benutzen, und es lohnte sich für viele Anwender nicht mehr, die aus speziellen X.25-Vermittlungsstellen bestehende Netzinfrastruktur weiter vorzuhalten. Das Ergebnis war Frame Relay, im Wesentlichen X.25 mit minimaler Fehlerkorrektur (6 Bytes pro Paket) und dafür mit höherem Datendurchsatz. Trotzdem war bei sicherheitskritischen Anwendungen und in Behörden X.25 noch sehr lange in Betrieb.
X.25-Netze sind auf der Welt immer noch in Benutzung, jedoch sinkt ihre Nutzung drastisch. Sie werden größtenteils durch neuere zweischichtige Techniken wie Frame Relay, ISDN, ATM, POS oder vor allem durch die allgegenwärtige Internet-Protokoll-Familie ersetzt. Sie verbleiben jedoch in vielen Teilen der Dritten Welt als billigste und verlässliche Anbindung an das Internet. Auch bei der Deutschen Bahn ist X.25 – seit den 1980er Jahren – noch zur Übermittlung von Gefahrmeldungen innerhalb des Meldeanlagensystems MAS90 und DBMAS im Einsatz.